# I Lusiadi
I Lusiadi (Os Lusíadas in portoghese) è un poema epico scritto da Luís Vaz de Camões. Spesso è considerato come la più importante opera della letteratura portoghese, della quale è sicuramente uno dei volumi più rilevanti, e comparato all'Eneide, il grande poema epico virgiliano.
La prima edizione fu stampata nel 1572, tre anni dopo il ritorno dell'autore dall'Oriente. L'opera è composta da dieci canti e 1 102 strofe, le ottave endecasillabiche, dette anche ottave ariostesche. Presenta lo schema ABABABCC, tipico dei lunghi poemi o delle narrazioni eroiche, sperimentato per la prima volta da Giovanni Boccaccio.
Scritto seguendo il classico stile omerico, il poema epico narra principalmente il periodo storico delle grandi scoperte geografiche avvenute tra il XV e XVI secolo, dando una rilettura leggendaria e fantastica della storia, come Virgilio aveva fatto in relazione alle origini di Roma. 
L'azione centrale è la scoperta della via marittima per l'India realizzata da Vasco de Gama, ma il racconto descrive anche altri episodi della storia del Portogallo, esaltando il popolo portoghese.

## I protagonisti
Gli eroi del poema sono, come dice il titolo, i Lusiadi (Lusíadas), i figli di Lusos, cioè il popolo portoghese. Leggendo le strofe iniziali del discorso di Giove nel concilio divino che apre la parte narrativa è subito possibile comprendere l'intenzione celebrativa del poeta.
In queste prime strofe Camões racconta che, a partire da Viriato e Sertorio, già gli antichi Lusitani (discendenti di Lusus e antenati dei portoghesi) sarebbero stati predestinati dal Fato a compiere grandi gesta. Giove sostiene che ciò sia dimostrato dalla loro storia futura, segnata da conflitti contro i mori e i castigliani, che risultano però sempre sconfitti. La stessa storia mostra come una nazione così piccola possa far scoprire al mondo intero dei nuovi territori e imporre la sua legge alle altre nazioni.
Alla fine del poema, sull'Isola dell'Amore, al termine della cavalcata lungo la storia portoghese, Camões rivela che il timore di Bacco è stato confermato: gli eroi portoghesi, celebrati per le loro gesta, hanno sostituito il suo nome nell'immaginario delle popolazioni autoctone.
Le straordinarie scoperte geografiche e "il nuovo regno che tanto celebrano" ("novo reino que tanto sublimaram") a est, certamente le recenti e straordinarie gesta di Castro Forte, il viceré delle Indie portoghesi D. João de Castro, che era morto pochi anni prima dell'arrivo del poeta in terre indiane, furono stimoli determinanti per Camões, che affrontò finalmente questa prova e, dopo averlo desiderato infinitamente, scrisse l'epica portoghese. Camões dedicò il suo capolavoro al re del Portogallo Sebastiano I, all'epoca diciottenne, il quale apprezzò l'opera e concesse all'autore una pensione regia.

## La crociata contro i Mori
Il poema può essere letto secondo una prospettiva che era già antica, ma la cui attualità era stata rinnovata da fatti recenti, la prospettiva della crociata contro i Mori. Le lotte in Oriente sarebbero infatti il proseguimento di quelle combattute in Portogallo e in Nordafrica ai tempi della Reconquista, volte a limitare o abbattere il potere dell'Islam. Infatti, nel 1571, la minaccia portata dall'Impero ottomano all'Europa cristiana era stata distrutta a Lepanto. Il comandante delle forze cristiane era stato don Giovanni d'Austria, figlio illegittimo di Carlo V, nonno di Sebastiano di Portogallo. È possibile che in questo contesto di esaltazione, il poeta incitasse il giovane re portoghese ad andare alla conquista dell'Africa, con le disastrose conseguenze che seguiranno.

## L'epopea e la sua struttura interna
Il poema epico più genuino è il canto della costruzione di una nazione con l'aiuto di Dio o degli dei. Os Lusíadas, come l'Eneide, è un poema moderno dove il meraviglioso non passa più da un ornamento necessario, ma è semplicemente letterario. Così, malgrado il contesto moderno della Controriforma, gli dei della mitologia classica comandano, dalla vetta del monte Olimpo e dalle profondità degli abissi, l'azione dei marinai portoghesi, muniti di astrolabio e cannoni. 
Tuttavia la presenza degli dei assume molta importanza nel poema da quando, con i loro disegni e i loro intrighi, danno il maggior contributo all'unità delle azioni frammentarie dei marinai.
Per quanto riguarda la struttura interna, notiamo che il poema possiede un'introduzione (a sua volta articolata in prologo, introduzione del tema e degli eroi; invocazione, preghiera alla musa; una dedica a D. Sebastião), la narrazione vera e propria (l'epopea stessa) e un epilogo costituito dalle ultime strofe (dal verso 145 del X canto).
Con l'avanzare della narrazione si assiste a un'infinità di episodi mitologici, storici, simbolici, poetici, naturalistici e scene di guerra.

## Gli oratori e le loro narrazioni
Os Lusíadas è un'opera narrativa, ma i suoi narratori sono quasi sempre oratori dai discorsi magniloquenti: il narratore principale, appare in grande stile e interviene in diversi momenti del poema, affiancato da Vasco da Gama, detto il "capitano eloquente" ("facundo capitão"); Paulo da Gama; Teti; la ninfa (canto X) che, all'udire il suono della musica, predice il futuro.
Quando il poeta chiede alle Tagidi (ninfe del fiume Tago) "un tono sì elevato/e uno stil così magniloquente" ("um som alto e sublimado, / Um estilo grandíloco e corrente"), contrastando con lo stile della poesia lirica, dal verso umile, pensa sicuramente ai toni altisonanti dell'oratoria.

## Fortuna critica
Il poema unisce conquista e stupore nell'«esaltazione della grandezza del popolo portoghese» attraverso la «suggestione di un racconto meraviglioso». L'epopea dei Lusiadas, che viene ritenuto universalmente «il maggior poema della letteratura portoghese», colpì Montesquieu, tanto che «Metteva Camões al di sopra di Virgilio e persino di Omero».
È stato però anche scritto che il mondo mitologico presente nell'opera sarebbe la parte più debole e «l'imitazione di Omero e Virgilio derivano dalla moda dei tempi, dal gusto del Cinquecento, non dall'ispirazione sincera del poeta». Gli stessi autori di tale giudizio d'altra parte apprezzano il fatto che in un'epoca dove «la poesia eroica è rievocata col sorriso dell'Ariosto o vagheggiata con l'animo mesto del Tasso, questo di Camões è ancora, quasi per eccezione, un poema schietto di ardimenti e di eroi».
È stato rilevato che il poema presenta problemi di interpretazione dovuti alla sua stessa natura, e in particolare alla contraddizione tra la concezione di un piano divino per l'umanità, propria dell'epoca vissuta dall'autore, e lo stesso piano che si manifesta però attraverso uno schema sovrannaturale interamente pagano, frapposto tra Vasco de Gama e il Dio cristiano.

## Traduzioni
Il poema ha avuto numerose traduzioni, in prosa e in versi. In italiano la versione di Riccardo Averini (1972) traduce le ottave del poema originario con ottave italiane; questa versione è stata usata nelle edizioni italiane Mursia (1972) e Rizzoli (2001, con testo a fronte). Ulteriore traduzione di Mercedes La Valle / Guandia Editore, Parma 1965 (con note ai testi e nota introduttoria di Leo Magnino).

## Edizioni
- Luigi di Camoens, I Lusiadi, traduzione di Felice Bellotti, Milano, Carlo Branca, 1862. Ospitato su Google Libri.
- Luiz de Camões, Lusiadi, Parma, Ugo Guanda editore, 1965.
- Luís Vaz de Camões, I Lusiadi, Milano, Rizzoli, 2001.
- Luís de Camões, I Lusiadi, a cura di Roberto Gigliucci e Rita Marnoto, Milano, Bompiani, 2022.